# William Campbell (Schauspieler)
William Campbell (* 30. Oktober 1923 in Newark, New Jersey; † 28. April 2011 in Los Angeles) war ein US-amerikanischer Schauspieler.

## Leben
Campbell studierte Schauspiel bei Uta Hagen und Daniel Mann und begann seine Karriere 1950 mit einer kleinen Rolle in John Garfields Film noir Menschenschmuggel. Es folgten zahlreiche Nebenrollen neben Stars wie John Wayne und Humphrey Bogart, bevor er 1955 eine erste Hauptrolle erhielt. Todeszelle 2455, ein auf dem Leben von Caryl Chessman basierender Spielfilm von B-Movie-Regisseur Fred F. Sears, war jedoch nicht sonderlich erfolgreich, sodass Campbell in der Folge wieder Nebenrollen spielte. So sang er zusammen mit Elvis Presley in Pulverdampf und heiße Lieder und spielte neben Aldo Ray im auf dem gleichnamigen Roman Die Nackten und die Toten von Norman Mailer basierenden Kriegsfilm.
Zwischen 1958 und 1959 spielte er eine der Hauptrollen in der Fernsehserie Cannonball, die jedoch nach 39 Episoden eingestellt wurde. Mit Beginn der 1960er Jahre spielte Campbell zunehmend für das Fernsehen, wo er Gastrollen in verschiedenen erfolgreichen Serien wahrnahm. Seine Filmkarriere führte er mit Rollen in unter anderem von Roger Corman produzierten B-Movies fort, so hatte er die Hauptrolle in Dementia 13, einem der ersten Filme von Francis Ford Coppola, der mit einem Budget von nur 20.000 US-Dollar in Irland gedreht wurde. 1964 spielte er eine Nebenrolle als Zeitungsfotograf in Robert Aldrichs für sieben Oscars nominierten Horrorfilm Wiegenlied für eine Leiche, eine weitere Hauptrolle hatte er zwei Jahre später in Horror Cocktail.
Er spielte 1967 in der Folge Tödliche Spiele auf Gothos der Serie Raumschiff Enterprise einen Angehörigen einer omnipotenten körperlosen Spezies namens Trelane, der die Crew der Enterprise auf sein Schloss entführt. In Kennen Sie Tribbles? spielte er den klingonischen Raumschiffkapitän Koloth. Diese Rolle verkörperte er nochmals 1994 in der Nachfolgeserie Star Trek: Deep Space Nine in der Folge Der Blutschwur. In den 1980er und 1990er Jahren trat er auf zahlreichen Star-Trek-Conventions auf.
Campbell war ab 1962 bis zu seinem Tod in dritter Ehe verheiratet. In erster Ehe war er von 1952 bis 1958 mit Judith Campbell, spätere Judith Exner (1934–1999), verheiratet.
Nach langer Krankheit starb Campbell am 28. April 2011 im Motion Picture & Television Country Home and Hospital in Woodland Hills (Los Angeles).

## Filmografie (Auswahl)
- 1950: Menschenschmuggel (The Breaking Point)
- 1950: 6.6. 6 Uhr 30 – Durchbruch in der Normandie (Breakthrough)
- 1951: Unternehmen Seeadler (Operation Pacific)
- 1951: Meuterei im Morgengrauen (Inside the Walls of Folsom Prison)
- 1951: Der Mordprozeß O’Hara (The People Against O’Hara)
- 1953: Arzt im Zwielicht (Battle Circus)
- 1953: Small Town Girl
- 1953: Big Leaguer
- 1953: Verrat im Fort Bravo (Escape from Fort Bravo)
- 1954: Es wird immer wieder Tag (The High and the Mighty)
- 1955: Urlaub bis zum Wecken (Battle Cry)
- 1955: Mit stahlharter Faust (Man Without a Star)
- 1955: Todeszelle 2455 (Cell 2455, Death Row)
- 1956: Das Geheimnis der fünf Gräber (Backlash)
- 1956: Pulverdampf und heiße Lieder (Love Me Tender)
- 1956: Der Mann in der Gruft (Man in the Vault)
- 1958: Die Nackten und die Toten (The Naked and the Dead)
- 1958: Verräter unter uns (Money, Women and Guns)
- 1958: Sheriff wider Willen (The Sheriff of Fractured Jaw)
- 1958–1959: Fernfahrer Malone (Cannonball, Fernsehserie, 46 Folgen)
- 1959/1960: Perry Mason (Fernsehserie, 2 Folgen)
- 1962/1975: Rauchende Colts (Gunsmoke, Fernsehserie, 2 Folgen)
- 1963: Schnelle Autos und Affären (The Young Racers)
- 1963: Mordfall Tizian (Operacija Ticijan)
- 1963: Dementia 13
- 1964: Geheimauftrag Dubrovnik (The Secret Invasion)
- 1964: Wiegenlied für eine Leiche (Hush… Hush, Sweet Charlotte)
- 1965: Goldfalle (The Money Trap)
- 1966: Horror Cocktail (Blood Bath)
- 1967: Raumschiff Enterprise (Star Trek, Fernsehserie, 2 Folgen: 1.17 Tödliche Spiele auf Gothos und 2.15 Kennen Sie Tribbles?)
- 1968: Bonanza (Fernsehserie, eine Folge)
- 1968: Ihr Auftritt, Al Mundy (It Takes a Thief, Fernsehserie, eine Folge)
- 1971: Eine nach der Anderen (Pretty Maids All in a Row)
- 1971/1974: Adam-12 (Fernsehserie, 2 Folgen)
- 1972: Der Chef (Ironside, Fernsehserie, eine Folge)
- 1972: Visum für die Hölle (Black Gunn)
- 1972/1974: Notruf California (Emergency!, Fernsehserie, 2 Folgen)
- 1973: California Cops – Neu im Einsatz (The Rookies, Fernsehserie, eine Folge)
- 1974–1976: Die Straßen von San Francisco (The Streets of San Francisco, Fernsehserie, 3 Folgen)
- 1975: Dr. med. Marcus Welby (Marcus Welby, M.D., Fernsehserie, 2 Folgen)
- 1975: Make-up und Pistolen (Police Woman, Fernsehserie, eine Folge)
- 1983: Quincy (Quincy, M.E., Fernsehserie, 2 Folgen)
- 1984: Der Ninja-Meister (The Master, Fernsehserie, eine Folge)
- 1987: Die Rückkehr der Roboter (The Return of the Six-Million-Dollar Man and the Bionic Woman, Fernsehfilm)
- 1994: Star Trek: Deep Space Nine (Fernsehserie, Folge 2.19 Der Blutschwur)
- 1996: Kung Fu – Im Zeichen des Drachen (Kung Fu: The Legend Continues, Fernsehserie, eine Folge)